# Oprawa meczu

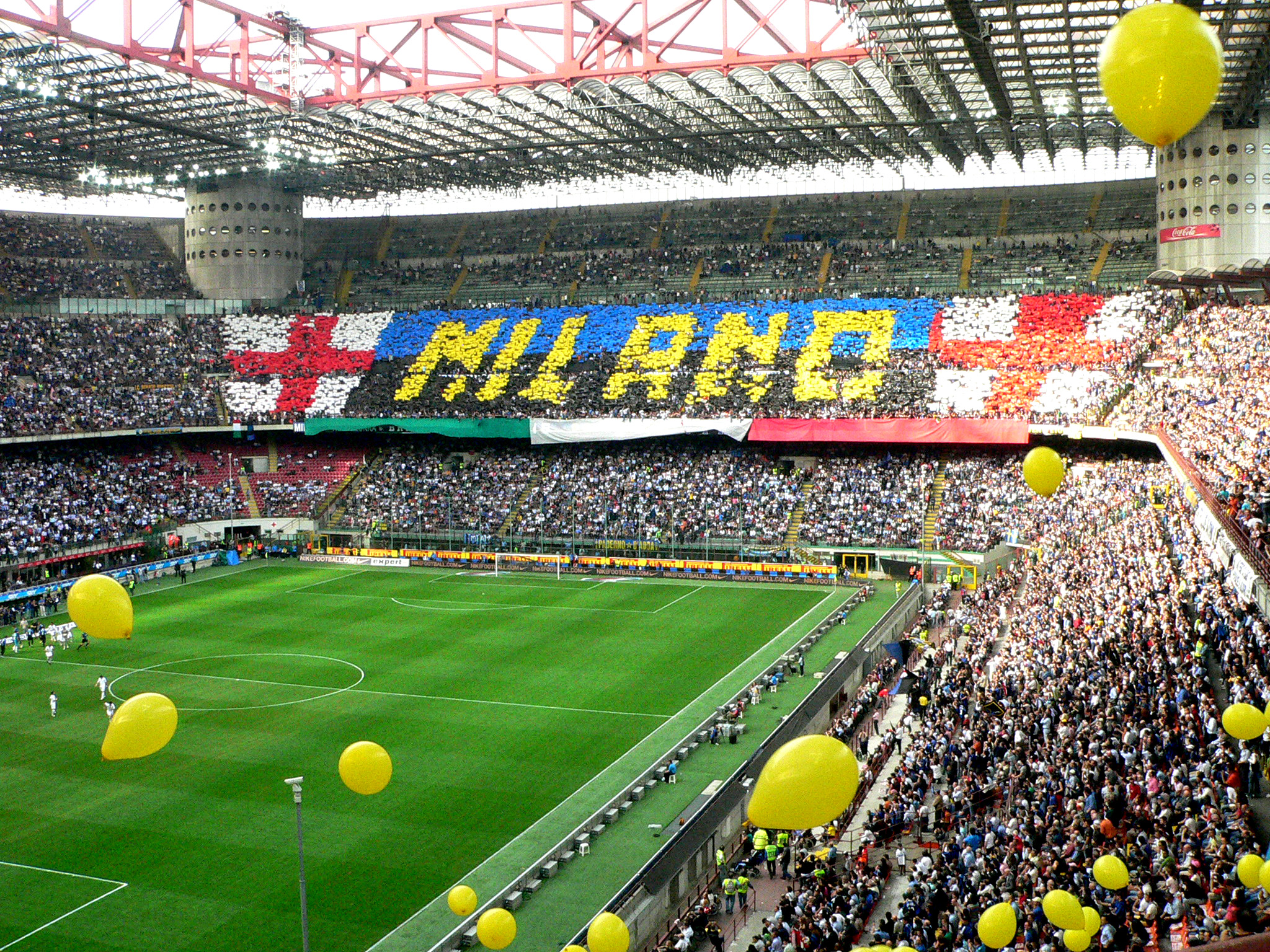
Zaawansowanie złożona kartoniada

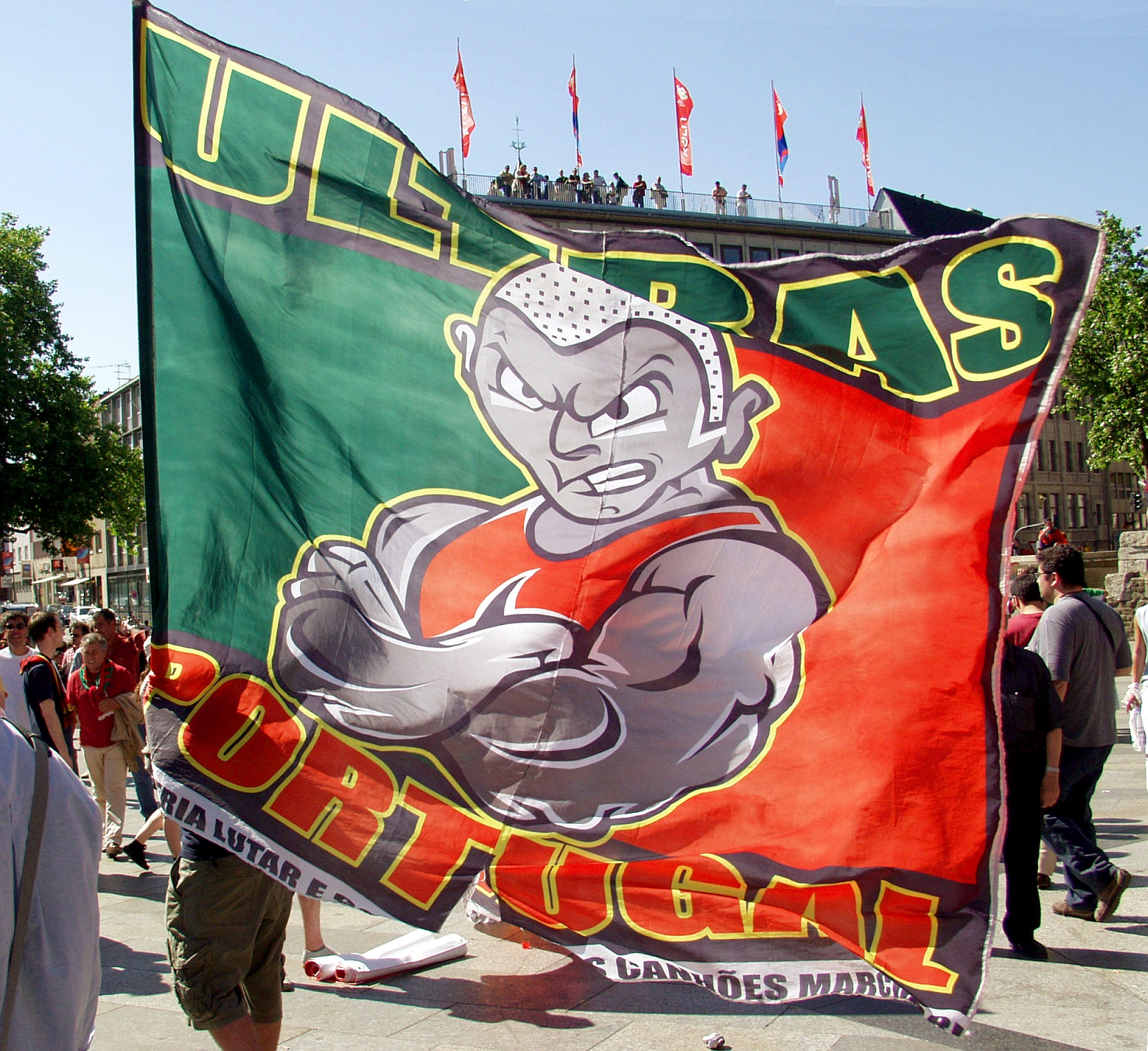
Duża flaga na kiju ultrasów Portugalii

Oprawa meczu – tworzenie widowiska choreograficznego na trybunach stadionu (najczęściej piłkarskiego) oraz chóralne i melodyjne śpiewy dopingujące drużynę. 
Oprawy meczowe narodziły się wraz z powstawaniem grup ultras we Włoszech w latach 60. Wtedy oprawą był doping
oraz wywieszane flagi na płocie. Z czasem powstawały inne pomysły opraw. Pierwsza oprawa z użyciem środków pirotechnicznych nastąpiła w latach 70. Wszyscy obecni na sektorze otrzymali Zimne Ognie - odpalono je w tym samym momencie. To był przełom w polskim ruchu ultras. Potem zaczęto używać innych środków pirotechnicznych jak np. Flary morskie, Świece dymne.
Teraźniejsza scena ultras jest o wiele bardziej rozwinięta niż kiedyś. Obecnie ze zwykłych przedmiotów używa się: sektorówek, flag na kijach, transparentów wywieszanych na płot, jednolitego koloru koszulek, kartonów tworzących choreografie oraz szalików klubowych.
Natomiast z przedmiotów pirotechnicznych używa się: Flar morskich, Świec dymnych, Ogni wrocławskich, Stroboskopów, Ogni Bengalskich, Wulkanów oraz różnych innych petard hukowych.
Często tworzy się tzw. chaos złożony z różnych części oprawy np. pośrodku sektora jest sektorówka, a po bokach flagi na kijach, jednak najczęściej są tworzone racowiska, czyli odpalenie przez cały sektor rac tego samego typu.